# Plant Science
Plant Science — международный рецензируемый научный журнал по экспериментальной биологии растений. Первоначально журнал был основан как Plant Science Letters в 1973 году, а в 1986 году изменил название на Plant Science.
Журнал издается Elsevier и в настоящее время редактируется Эдуардо Блюмвальдом, Эрихом Гротевольдом, Ливеном Цзяном, Дэвидом Вендехенном .

## Индексирование
Журнал индексируется в следующих библиографических базах данных:
- EMBiology
- BIOSIS
- Current Contents/Life Sciences
- Chemical Abstracts
- Current Contents/Agriculture, Biology & Environmental Sciences
- Reference Update
- PASCAL M
- Scopus

По данным Journal Citation Reports журнала, в 2017 году импакт-фактор составил 3,712.